# Topologia finale
In matematica, in particolare in topologia generale, la topologia finale o topologia forte su un insieme rispetto ad una famiglia di funzioni è la topologia più fine tale per cui le funzioni della famiglia sono continue.
La struttura duale alla topologia finale è detta topologia iniziale.

## Definizione
Dato un insieme {\displaystyle X} e una famiglia di spazi topologici {\displaystyle Y_{i}} in cui sono definite le funzioni {\displaystyle f_{i}:Y_{i}\to X}, la topologia finale {\displaystyle \tau } su {\displaystyle X} è la topologia più fine tale per cui ogni funzione:
{\displaystyle f_{i}:Y_{i}\to (X,\tau )}
è continua.
Esplicitamente, nella topologia finale un insieme {\displaystyle U\subset X} è aperto se e solo se {\displaystyle f_{i}^{-1}(U)} è aperto in {\displaystyle Y_{i}} per ogni indice {\displaystyle i}.

## Proprietà
Un sottoinsieme di {\displaystyle X} è aperto o chiuso se e solo se la preimmagine relativa a {\displaystyle f_{i}} è rispettivamente aperta o chiusa in {\displaystyle Y_{i}} per ogni indice {\displaystyle i}.
La topologia finale su {\displaystyle X} può essere caratterizzata dalla seguente proprietà: una funzione {\displaystyle g:X\to Z} è continua se e solo se {\displaystyle g\circ f_{i}} è continua per ogni indice {\displaystyle i}. Dalle proprietà della topologia naturale definita sull'unione disgiunta degli insiemi di una famiglia di spazi topologici segue che, data una qualsiasi famiglia di funzioni continue {\displaystyle f_{i}:Y_{i}\to X}, esiste un'unica funzione continua:
{\displaystyle f\colon \coprod _{i}Y_{i}\to X}
Se la famiglia di funzioni {\displaystyle f_{i}} ricopre {\displaystyle X} (ovvero ogni {\displaystyle x\in X} è nell'immagine di qualche {\displaystyle f_{i}}) allora {\displaystyle f} è una mappa quoziente se e solo se {\displaystyle X} possiede la topologia finale determinata dalle mappe {\displaystyle f_{i}}.